# Genadije I. Konstantinopolski

Sv. Genadije (grčki: Αγιος Γεννάδιος) bio je 21. ekumenski patrijarh Konstantinopola (um. 25. kolovoza 471.).
 Genadije je bio poznat po tome što je bio učeni pisac koji je slijedio Antiohijsku školu doslovne egzegeze, iako to čuvenje proizilazi iz samo nekoliko sačuvanih zapisa o njemu. Uspomena na njega se slavi u Pravoslavnoj crkvi 17. studenog, dok njegovo ime nije navedeno u Rimskoj Martirologiji.

## Životopis
Fakundije od Hermanie (Defensio, II., iv.) je u svoja dva djela koja je napisao, vjerojatno 431. ili 432. godine, naveo Genadijevo prvo javno objavljeno djelo, a bilo je upereno protiv sv. Ćirila Aleksandrijskog,  uključujući odlomak toga djela koji je pokazivao da je njegovo djelo bilo mnogo oštrije nego što je bilo pismo Ibasa iz Edese. Posebno su bile kritizirane Ćirilove kletve i Dvije Knjige Partheniusu. U pismu je uzviknuo: "Koliko puta sam čuo svetogrđa Ćirila egipćanskog? Jao Križu Aleksandrije!".
Genadije se 433. godine vjerojatno pomirio s Ćirilom. Ako je pismo sv. Ćirila iz 434. godine stvarno bilo upućeno tom istom Genadiju, onda su te godine, zacijelo, bili prijatelji. Genadije je bio prezbiter u Konstantinopolu u vrijeme kada je naslijedio Anatolija 458. godine i postao konstantinopolski biskup. Od početka svog biskupstva Genadije je pokazao revnost za kršćansku vjeru, te obranu i održavanje discipline. Njegova sloboda odlučivanja je prethodno bila dugo testirana.

Timotej Eiluros, monofizit, koji je postao patrijarh Aleksandrije da bi kasnije, po naređenju rimskog cara, bio prognan iz Patrijarhata, je uspio ishoditi dozvolu da dođe u Konstantinopol u namjeri da se ponovno vrati na tron patrijarha.
17. lipnja 460. godine papa Lav I. je Genadiju skrenuo pažnju na Timoteja Eilurosa i pozvao ga da spriječi njegov povratak te da osigura što skorije posvećenje pravoslavnog patrijarha za Aleksandriju.
Posljedično je, Timotej Eiluros prognan na Chersoneseu
 Otprilike u isto vrijeme, Gennadijeva plemenitost i želja za redom je uočena u njegovu imenovanju izvjesnog Marcijana, novatianistu, koji je došao u pravoslavnu crkvu, na položaj oekonomus; upravitelja imovine konstantinopolske crkve.
Kasnije, u VI. stoljeću, dvojica egipatskih usamljenika, su ispričali Ivanu Mošusu priču koju je zabilježio Teodor lektor. Naime, crkvu sv. Eleuterija u Konstantinopolu je služio čitač po imenu Karisije, koji je vodio neuredan život. Genadije ga je prvo ukorio, a kada se vremenom pokazalo da to nije imalo učinka, dao ga je išibati. Međutim, obje su se mjere pokazale neučinkovitim, pa je patrijarh molio sv. Eleuterija kako bi, ili ispravio nedostojnog čitača, ili ga odveo s ovoga svijeta. Sljedećeg dana je, na užas cijeloga grada, Karisije pronađen mrtav. Teodor takođe govori kako se nekom slikaru, koji se drznuo da prikaže Spasitelja u obliku Jupitera, osušila ruka, ali je bio izliječen molitvama Genadija.

Otprilike u isto vrijeme, sv. Danijel Stilit počeo je živjeti na stupu u blizini Konstantinopola, očigledno bez dopuštenja patrijarha ili vlasnika zemljišta na koje je stup postavljen, pa je ovaj snažno prigovorio ovom drskom upadu na njegovu zemlju.
Car Leon I. je zaštitio asketu i neko vrijeme nakon toga je poslao Gennadija da ga zaredi za svećenika, kojeg je, kako je rekao, zaredio stojeći podno stupa, jer je sv. Danijel bio protiv toga da bude zaređen te je odbio pustiti patrijarha da se gore popne ljestvama.
Na kraju obreda, međutim, patrijarh se popeo kako bi stiliti dao Svetu Pričest te istu primio od njega. Nigdje nije zabilježeno je li nakon toga stavio svoju ruku na njega. Moguće je smatrao dovoljnim da ih ispruži odozgo prema Danijelu.

 Prema Teodoru Lektoru, Genadije ne bi dopustio nikome da postane svećenik ako nije napamet naučio Psaltir.
U to vrijeme je Kalcedonski sabor poduzeo oštre mjere protiv simonije, tj. kupovine i prodaje crkvenih položaja. Vezano na to, čini se da je, ne kasnije od 459. godine, Genadije slavio veliki Sabor sastavljen od 81. biskupa, od kojih su mnogi bili s Istoka, pa čak i iz Egipta, uključujući i one koje je Timotej Eiluros protjerao te su na tom Saboru potvrdili svoju odanost borbi protiv simonije, i to pismo je sačuvano (G.D. Mansi, VII, 912). Nakon toga se izdaje enciklika, kojom se dodaje kletva raniju osudu.

Gennadius je umro 25. kolovoza 471. godine, a uspomena na njega se slavi u Pravoslavnoj crkvi 17. studenog. On se ističe kao sposoban i uspješan upravitelj, pa su ga zato povjesničari naveliko hvalili.

## Biblijska djela
Ivan Moshus je rekao da je Genadije bio blag i izrazito pobožan. Genadije iz Marseja je rakao za Genadija da je "lingua nitidus et ingenio acer" - profinjenog jezika i oštrog intelekta, i tako bogat u poznavanju starina da je napisao tumačenje cijele knjige po Danielu.
Nastavak Jeronimove kronike koju je napisao Marcelije Kams govori nam (prema nekim rukopisima) da je Genadije napisao tumačenje svih poslanica svetoga Pavla.
Genadije je napisao tumačenje o Danielu i mnogim drugim dijelovima Starog zavjeta, te o svim poslanicama sv. Pavla, kao i velikom broju propovijedi. Od njih ostaje samo nekoliko fragmenata. 
Glavni fragmenti njegovih biblijskih djela uključuju Postanak, Izlazak, Psalme, Rimljane 1. i 2. Korinćane, Galaćane i Hebreje, i predstavljaju zanimljive primjere egzegeze V. stoljeća. 
Neki fragmenti su prikupljeni od Migne i Patrologiji Graeca, uglavnom iz dviju 'katena' (catena; od latinskog catena - lanac, ustvari povezani niz srodnih stvari) i biblijskih tumačenja svećenika Johna A. Cramera(1793 – 24 kolovoz 1848) o Rimljanima; nekoliko odlomaka nalazimo u Aencumeniusu, a ostale u katani posljednjeg grčkog crkvenog povjesničara Nikeforos Kalist Xanthopoulosa
.
Genadije je zapažen da je bio obrazovan pisac, koji je slijedio Antiohijsku školu dosljedne egzegeze.
Rimljani, je njegovo najvažnije djelo s nizom obrazlažućih opažanja na zabačene tekstove, pa, iako je podbacio da shvati uzvišenu središnju doktrinu poslanice, on prikazuje misao i duhovni život.